# 第2次池田内閣 (第1次改造)
第2次池田第1次改造内閣（だいにじいけだだいいちじかいぞうないかく）は、池田勇人が第59代内閣総理大臣に任命され、1961年（昭和36年）7月18日から1962年（昭和37年）7月18日まで続いた日本の内閣。
前の第2次池田内閣の改造内閣である。
それまで野にあった佐藤栄作、河野一郎といったライバルを筆頭に、三木武夫、川島正次郎、藤山愛一郎といった派閥領袖をいずれも閣内に取り込み、「実力者内閣」と評された。同時に行われた党役員人事でも、党人の実力者であった大野伴睦を副総裁に起用する一方、池田の昵懇である前尾繁三郎を幹事長に配し、党・政府一体として政権基盤の安定を図った。

## 閣僚
- 内閣総理大臣 - 池田勇人（池田派）
- 法務大臣 - 植木庚子郎（佐藤派）
- 外務大臣 - 小坂善太郎（池田派）
- 大蔵大臣 - 水田三喜男（大野派）
- 文部大臣 - 荒木万寿夫（池田派）
- 厚生大臣 - 灘尾弘吉（石井派）
- 農林大臣 - 河野一郎（河野派）
- 通商産業大臣 - 佐藤栄作（佐藤派）
- 運輸大臣 - 齋藤昇（参議院議員）
- 郵政大臣 - 迫水久常（参議院議員）
- 労働大臣 - 福永健司（池田派）
- 建設大臣、首都圏整備委員会委員長 - 中村梅吉（河野派）
- 自治大臣、国家公安委員会委員長 - 安井謙（参議院議員）
- 第20回オリンピック東京大会担当国務大臣 - 川島正次郎（旧岸派、川島派）[1] 1962年（昭和37年）7月1日-
- 行政管理庁長官、北海道開発庁長官 -  川島正次郎（旧岸派、川島派）
- 防衛庁長官 - 藤枝泉介（川島派）
- 経済企画庁長官  - 藤山愛一郎（藤山派）：-1962年（昭和37年）7月5日／池田勇人（事務取扱）：1962年（昭和37年）7月6日-
- 科学技術庁長官 - 三木武夫（三木・松村派）
- 内閣官房長官 - 大平正芳（池田派）
- 総理府総務長官 - 小平久雄（池田派）
  - 内閣法制局長官 - 林修三
  - 内閣官房副長官（政務） - 服部安司：1961年（昭和36年）7月25日－
  - 内閣官房副長官（事務） - 細谷喜一
  - 総理府総務副長官 - 佐藤朝生：-1962年（昭和37年）5月7日／古屋亨：1962年（昭和37年）5月8日-

## 政務次官
- 法務政務次官 - 尾関義一
- 外務政務次官 - 川村善八郎
- 大蔵政務次官 - 天野公義、堀本宜実（参）
- 文部政務次官 - 長谷川峻
- 厚生政務次官 - 森田重次郎
- 農林政務次官 - 中馬辰猪、中野文門（参）
- 通商産業政務次官 - 森清、大川光三（参）
- 運輸政務次官 - 有馬英治
- 郵政政務次官 - 大高康
- 労働政務次官 - 加藤武徳（参）
- 建設政務次官 - 山口六郎次
- 自治政務次官 - 大上司
- 行政管理政務次官 - 岡崎英城
- 北海道開発政務次官 - 田中正巳
- 防衛政務次官 - 笹本一雄
- 経済企画政務次官 - 菅太郎
- 科学技術政務次官 - 山本利寿（参）